# Hazel O'Connor
Hazel O'Connor, född 16 maj 1955 i Coventry, Storbritannien, är en brittisk sångare, låtskrivare och skådespelare.
O'Connor spelade huvudrollen i filmen Breaking Glass från 1980. Hon skrev även soundtracket till filmen som blev en stor framgång med flera singelsläpp. Det blev inledningen på en lång musikkarriär samtidigt som hon fortsatte som skådespelare med roller i brittisk tv och på scen.

## Diskografi
Album
- Breaking Glass (1980) No. 5 UK Albums Chart
- Sons And Lovers (1980)
- Cover Plus (1981) No. 32 UK
- Smile (1984)
- Greatest Hits (1984)
- Alive And Kicking in L.A. (1990)
- To Be Freed (1993)
- Over The Moon...Live (1993)
- See The Writing on the Wall (1993)
- Private Wars (1995)
- Live in Berlin (1997)
- 5 in the Morning (1998)
- Beyond the Breaking Glass (2000)
- L.A. Confidential - Live (2000)
- Acoustically Yours (2002)
- Ignite (2002)
- A Singular Collection - The Best of Hazel O'Connor (2003)
- D-Days (2003)
- Hidden Heart (2005)
- Fighting Back - Live in Brighton (2005)
- Smile 2008 (2008)
- The Bluja Project (2010)
- Breaking Glass Now (2010)
- I Give You My Sunshine (2011)
- Here She Comes (2014)
- See You Again (2017)
- Hallelujah Moments (2018)